# 424 pr. n. št.

## Dogodki
- Kserks II. postane perzijski kralj (do 423 pr. n. št.).
- Tebe premagajo Atene v bitki pri Deliju.

## Smrti
- Artakserks I., perzijski kralj (* ni znano)
- Kserks II., perzijski kralj (* ni znano)